# El Paraíso (Arenys de Mar)
El Paraíso és un edifici del municipi d'Arenys de Mar inclòs en l'Inventari del Patrimoni Arquitectònic de Catalunya.

## Descripció
Es tracta d'un edifici de tres plantes i als quatre vents, d'estil romàntic, rodejat de jardí amb una alta tanca de ferro. L'edifici acaba amb una balustrada però després hi sobresurt una torreta vuitavada que també acaba amb una balustrada. Tota la façana i la torreta estan plenes de decoracions fetes de terra cuita i motius florals. Aquesta finca està situada al damunt d'un promontori que domina la població, al final d'un carrer de forta pujada. L'accés primitiu -que encara es conserva- es feia a través d'un camí de terra, paral·lel a un altre amb esglaons.

## Història
Quan es van fer les obres d'ampliació del pla del Frares, es va fer recular la tanca de la finca a ran de façana de l'edifici, perdent una part de la gràcia inicial. En l'actualitat és un habitatge plurifamiliar i escola avícola amb una forta tradició a Arenys. Salvador Castelló i Carreras fundà l'escola que encara és activa.